# Vorbourg
Pour le château en Suisse, voir Château du Vorbourg.
L’alsace grand cru Vorbourg, ou plus simplement un vorbourg, est un vin français produit sur le lieu-dit le Vorbourg, situé sur les communes de Rouffach et de Westhalten, dans le département du Haut-Rhin, en Alsace.
Il s'agit d'un des cinquante-et-un grands crus du vignoble d'Alsace, bénéficiant chacun d'une appellation mais partageant le même cahier des charges alsace grand cru (avec des contraintes plus rigoureuses que pour l'appellation alsace).

## Histoire
Le Vorbourg de Rouffach est mentionné comme une vigne dès le VIIIe siècle, produisant du vin rouge.
C'était la propriété de l'évêque de Strasbourg (qui possédait les vignes, la ville elle-même, ainsi qu'Eguisheim et Soultz, le tout formant l’Ober-Mundat à partir du Xe siècle), depuis une donation légendaire du roi d'Austrasie Dagobert II,.
Selon le dossier déposé par le Conseil interprofessionnel des vins d'Alsace (CIVA) pour l'obtention de l'appellation grand cru, une partie de ce vignoble a été léguée par l'évêque de Strasbourg Heddo au couvent d’Ettenheim en 762 ; la chose se répéta en 770 au profit du couvent d’Eschau.
En 1868, un établissement d'enseignement des techniques viticoles a été fondé à Rouffach ; devenu lycée agricole (depuis 2010, son nom est l'EPLEFPA Rouffach – Wintzenheim) : il possède une petite partie des vignes du Vorbourg.
L'appellation alsace grand cru est reconnue par le décret du 23 novembre 1983 mais le cru du Vorbourg n'est pas parmi les vingt-cinq premiers sélectionnés : ses viticulteurs attendront le décret du 17 décembre 1992 pour en faire partie.
Il y a eu depuis quelques modifications : le décret du 1er mars 1984 règlemente les mentions vendanges tardives et sélection de grains nobles au sein de l'appellation ; et le décret du 24 janvier 2001 réduit les rendements et donne la possibilité de modifier le cahier des charges de chaque dénomination (chaque cru) après avis du syndicat viticole local.
En octobre 2011, tous les grands crus d'Alsace passent du statut de dénominations géographiques au sein d'une même appellation à celle d'appellations partageant le même cahier des charges.
Depuis le millésime 2024, le Vorbourg devient le troisième terroir d’Alsace où le pinot noir est reconnu en grand cru.

### Étymologie
Le toponyme « Vorbourg » signifie « devant le château », de vor en allemand qui signifie « devant » et de Burg (francisé en « bourg ») qui se traduit par « château-fort ».

## Situation géographique

Carte du vignoble alsacien, avec l'indication des grands crus.

Le vorbourg est produit en France, dans la région Alsace, plus précisément dans le département du Haut-Rhin sur les communes de Rouffach et de Westhalten, à 17 kilomètres au sud de Colmar.
Sur la route des vins d'Alsace, le Vorbourg se trouve entre le Steinert au nord et le Zinnkoepflé à l'ouest (ce dernier cru étant en partie sur la commune de Westhalten).

### Géologie et orographie
Les collines sous-vosgiennes correspondent à une série de failles formant la transition entre les Vosges cristallines et la plaine du Rhin sédimentaire sous forme d'un escarpement.
Le Vorbourg correspond à des pentes composées d'éboulis anciens liés entre eux, datés du début du Rupélien. Ce faciès de bordure de bassin est épais, dépassant la centaine de mètres, formé d'un conglomérat composé de galets de grès et de calcaire oolithique, selon le principe de la sédimentation inverse :
se sont déposés d'abord les éboulis des couches supérieures (donc les plus jeunes, des calcaires à entroques du Muschelkalk qu'on retrouve sur le Zinnkoepflé voisin), puis celles en dessous (un peu plus anciennes, des grès à Voltzia du Buntsandstein qu'on retrouve encore plus à l'ouest) ; résultat, le conglomérat est formé de grès à proximité de la surface et de calcaires plus en profondeur.
Enfin, la partie basse du coteau est couverte par des lœss formant un dépôt de plusieurs mètres. Ce limon jaune clair, pulvérulent, datant du Riss, est très fertile car perméable à l'eau. Le dépôt s'épaissit au pied de la côte par ruissellement,. Le sol sur lequel poussent les vignes est marno-calcaire.

### Climatologie
À l'ouest, les Vosges protègent le coteau du vent et de la pluie. Les vents d'ouest dominants perdent leur humidité sur le versant occidental des Vosges et parviennent en Alsace sous forme de foehn, secs et chauds. Les précipitations sont donc particulièrement faibles.
De ce fait, le climat est bien plus sec (Colmar est la station la plus sèche de France) et un peu plus chaud (avec une température annuelle moyenne plus haute de 1,5 °C) que ce qui serait attendu à cette latitude. Le climat est continental et sec avec des printemps chauds, des étés secs et ensoleillés, de longs automnes et des hivers froids.
La station météo de la base de Colmar-Meyenheim (207 mètres) est la plus proche de Rouffach, mais elle est en plaine. Ses valeurs climatiques de 1961 à 1990 sont :
| Mois                              | jan. | fév. | mars | avril | mai  | juin | jui. | août | sep. | oct. | nov. | déc. | année |
| --------------------------------- | ---- | ---- | ---- | ----- | ---- | ---- | ---- | ---- | ---- | ---- | ---- | ---- | ----- |
| Température minimale moyenne (°C) | −2,1 | −1,1 | 1,4  | 4,5   | 8,3  | 11,5 | 13,3 | 12,9 | 10,2 | 6,3  | 1,8  | −1   | 5,5   |
| Température moyenne (°C)          | 0,9  | 2,6  | 6,1  | 9,7   | 13,8 | 17,1 | 19,3 | 18,8 | 15,8 | 10,9 | 5,3  | 1,9  | 10,2  |
| Température maximale moyenne (°C) | 3,8  | 6,3  | 10,8 | 15    | 19,3 | 22,7 | 25,3 | 24,7 | 21,5 | 15,5 | 8,7  | 4,8  | 14,9  |
| Ensoleillement (h)                | 53   | 83   | 128  | 165   | 200  | 223  | 246  | 222  | 176  | 117  | 68   | 52   | 1 724 |
| Précipitations (mm)               | 35,5 | 32,2 | 37,7 | 46,7  | 67   | 67,2 | 59,3 | 63,3 | 46,7 | 37,9 | 47,7 | 40,2 | 581,4 |

## Vignoble

### Présentation
Les parcelles de vignes forment une bande étroite et continue à flanc de coteau, entre 210 et 300 mètres d'altitude, sur des pentes fortes exposées pour la majeure partie à l'est-sud-est au-dessus de la ville de Rouffach et pour une partie minoritaire au sud-sud-est (cas du Clos Saint Landelin).
L'aire plantée est de 73,61 hectares d'un seul tenant.
Plusieurs lieux-dits composent le Vorbourg : le Lutzelthal sur la commune de Westhalten, le Clos Saint Landelin à l'extrémité sud (20 hectares cultivés en monopole), le Vorburg et le Mamberg au-dessus de Rouffach.

### Encépagement
Les vins correspondant à l'appellation d'origine contrôlée alsace grand cru suivie de la dénomination géographique (nom de lieu-dit) Vorbourg peuvent être produits avec les cépages suivants : riesling B, pinot gris G, gewurztraminer Rs, muscat ottonel B, muscat blanc à petits grains B, muscat rose à petits grains Rs, ou, depuis le millésime 2024, pinot noir N.
Le gewurztraminer Rs (signifie « traminer aromatique » en allemand) est un cépage rose aux baies orange ou tirant vers le violet. Ce proche parent du savagnin B et du savagnin rose Rs (appelé en Alsace klevener de Heiligenstein) est plutôt vigoureux, produit de gros rendements et donne de meilleurs résultats sur des sols marneux ou calcaires que sur des sols granitiques ou schisteux.
Le riesling B est un cépage au débourrement et à la maturation tardives, nécessitant des coteaux bien exposés au Soleil, dont les vendanges peuvent avoir lieu vers la mi-octobre. Par contre, il résiste bien aux gelées d'hiver. Il donne de meilleurs résultats sur les sols granitiques, d'où une présence moins dominante sur le Vorbourg qu'ailleurs.
Le pinot gris G (appelé Grauburgunder, « bourguignon gris » en allemand, « malvoisie » en Valais ou pinot grigio en Italie) est un cépage fragile et de maturité assez précoce. Il est issu d’une mutation du pinot noir et donc d’origine bourguignonne, où il est appelé « pinot beurot ». Il donne de meilleurs résultats sur des sols composés de cailloutis calcaires à condition d'être bien drainés grâce à une exposition en coteau.
Le pinot noir N apprécie les argiles rouges riches en fer présents sur le haut du coteau du Vorbourg.

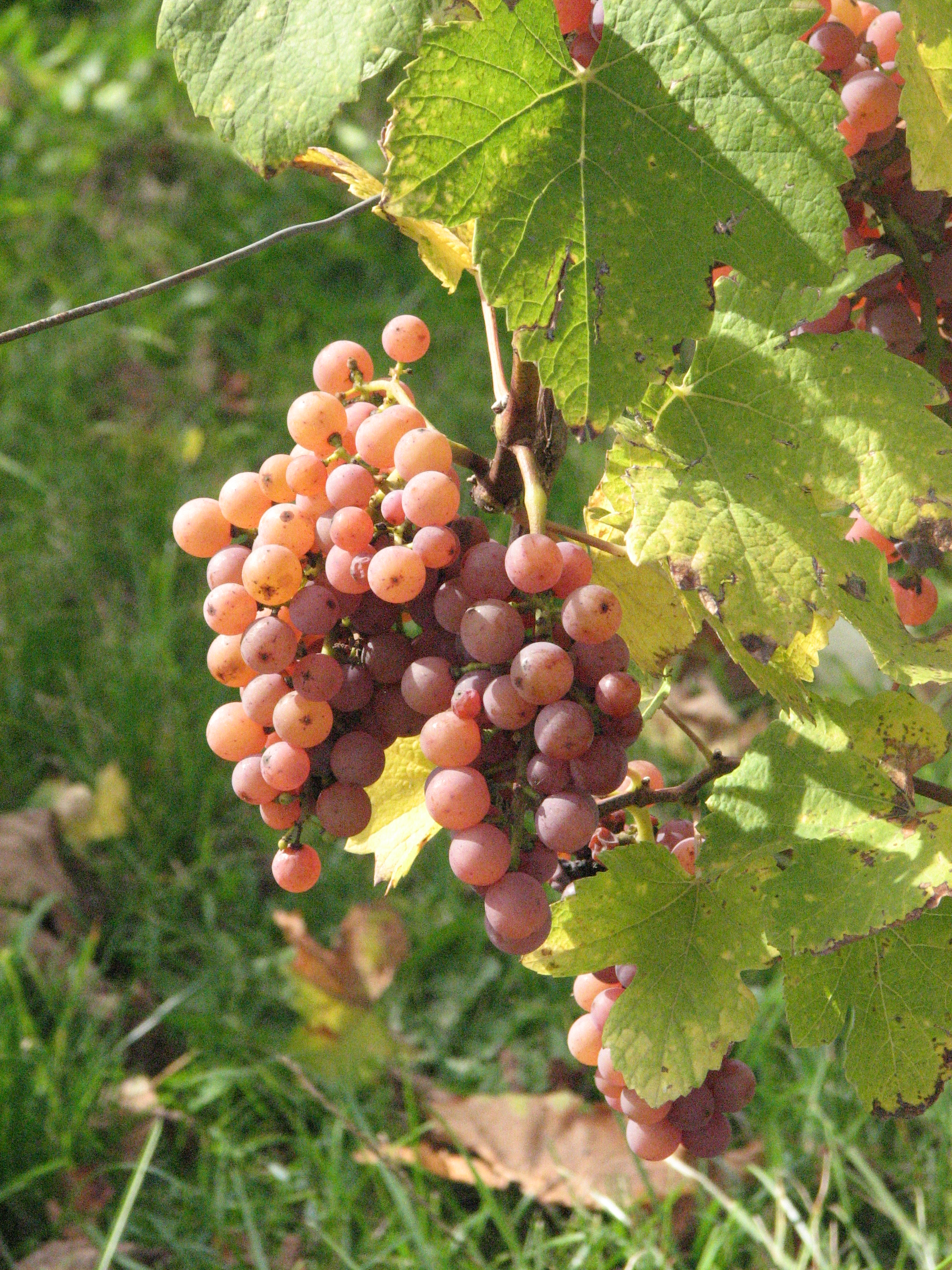
Grappes de gewurztraminer Rs.
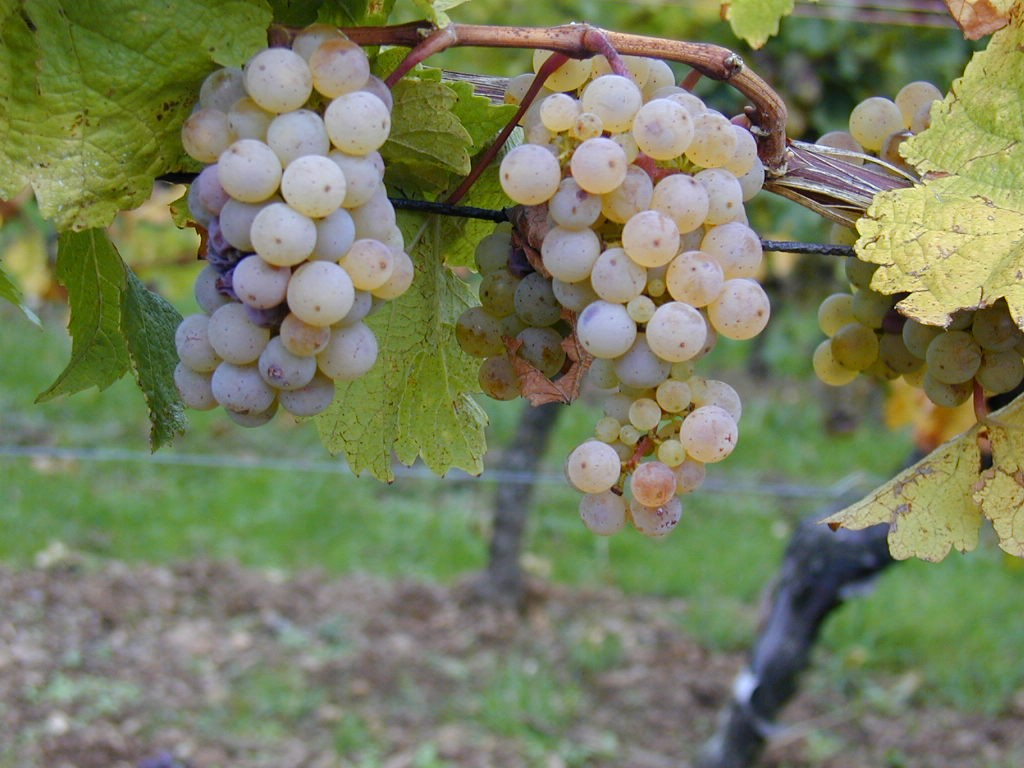
Grappes de riesling B.
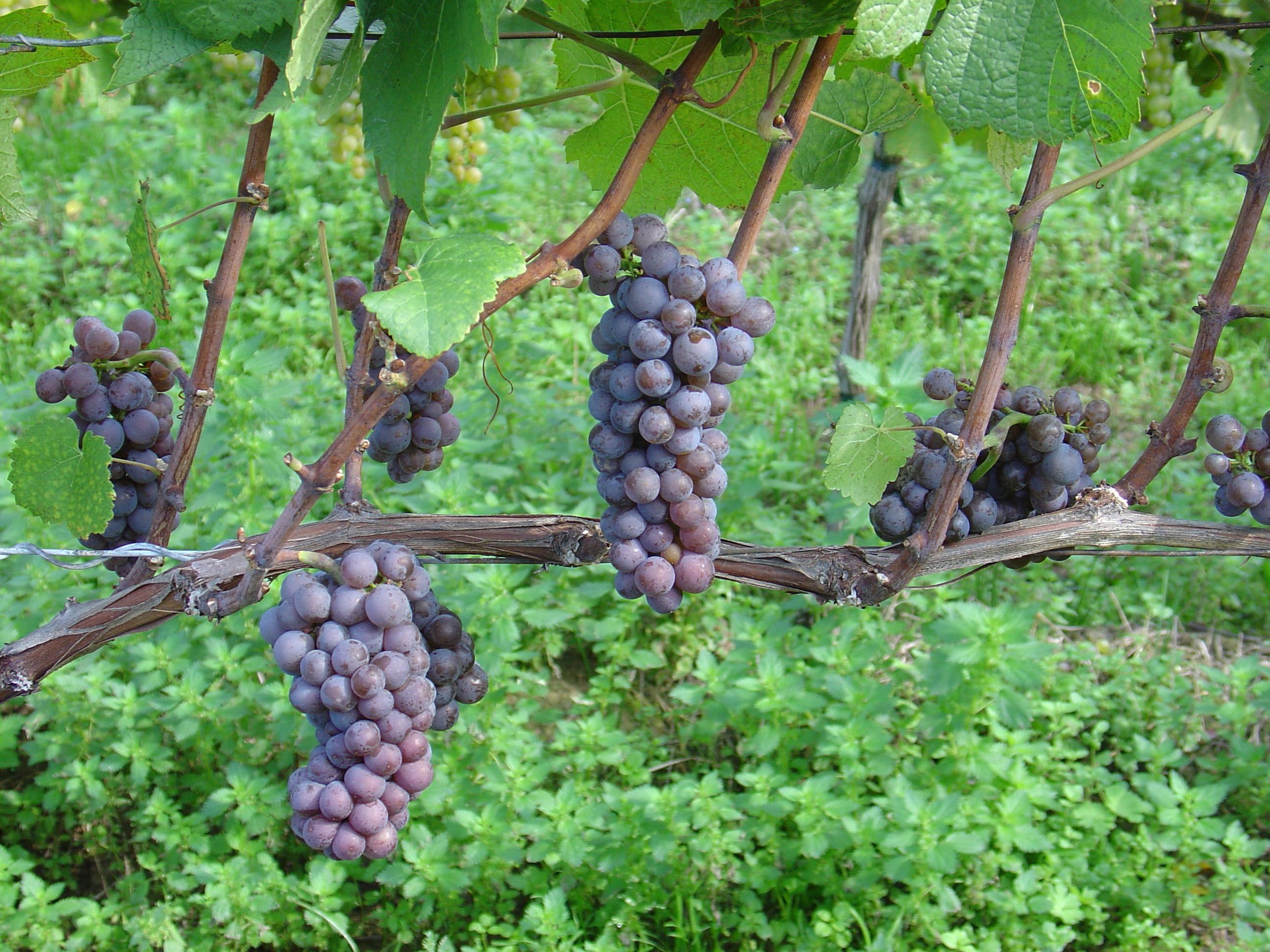
Grappes de pinot gris G.
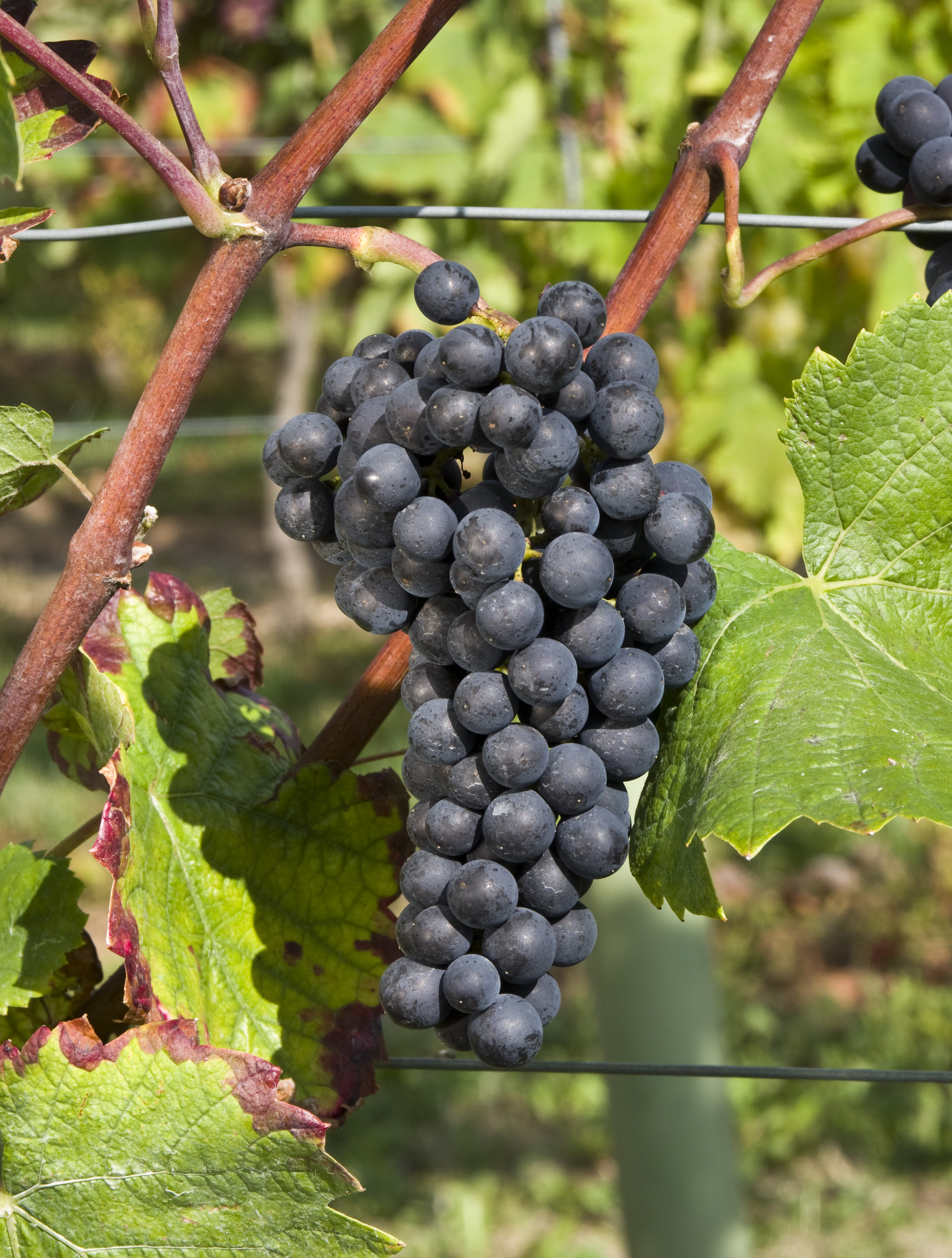
Grappes de pinot noir N.

### Pratiques culturales
Les vignes sont conduites en hautain pour les protéger du gel, avec le feuillage palissé en espalier ; la hauteur de feuillage palissé ne peut être inférieure à 0,675 fois l'écartement entre les rangs.
La taille de la vigne doit se faire en guyot simple ou double avec un maximum de dix yeux par mètre carré de surface au sol pour le cépage gewurztraminer Rs et huit yeux par mètre carré pour les autres cépages.
La charge maximale moyenne à la parcelle est fixée à 10 000 kilogrammes de raisins par hectare.

### Rendements
La limite de rendement de l'ensemble de l'appellation alsace grand cru est fixée à 50 hectolitres par hectare, avec un rendement butoir à 60 hectolitres par hectare, ce qui est très inférieur aux 100 à 80 hectolitres autorisés par l'appellation alsace. Pour faire du vorbourg rouge, le rendement maximum est de 40 hl/ha, celui butoir de 48.
Le rendement réel de l'ensemble de l'appellation (les 51 crus alsaciens) est de 50 hectolitres par hectare en moyenne pour l'année 2009. Bien que ce soit très en dessous des rendements moyens du vignoble d'Alsace, il s'agit d'un rendement dans la moyenne française.
Les grands crus d'Alsace doivent être obligatoirement vendangés manuellement.

## Vins

### Titres alcoométriques
Les raisins récoltés doivent présenter un titre alcoométrique volumique naturel moyen minimum de 12,5 % vol. pour les cépages pinot gris G et gewurztraminer Rs et de 11 % vol. pour le riesling B et les muscats.
Les vins issus d'un assemblage présentent un titre alcoométrique volumique naturel moyen minimum de 12 % vol.
Ne peut être considéré à bonne maturité tout lot unitaire de vendanges présentant une richesse en sucre inférieure à 193 grammes par litre de moût pour les cépages pinot gris G et gewurztraminer Rs et à 168 grammes par litre de moût pour les autres cépages.
Lorsqu'une autorisation d'enrichissement est accordée, l'augmentation du titre alcoométrique volumique naturel moyen minimum ne peut dépasser 1,5 % vol.
Sur l'avis du syndicat viticole de Rouffach, le comité régional d'experts des vins d'Alsace peut proposer annuellement au comité national des vins et eaux-de-vie de l'Institut national des appellations d'origine, pour la dénomination et pour chaque cépage, un titre alcoométrique naturel moyen minimum supérieur et une richesse en sucre des lots unitaires supérieure à ceux susvisés, ainsi qu'un taux d'enrichissement maximum inférieur au taux susvisé.

### Vendanges tardives et sélections de grains nobles
Les vendanges tardives désignent des vins faits à partir de raisins dont la récolte a été retardée pour les obtenir en surmaturité, d'où des vins riches en sucre et en alcool, aux goûts plus puissants, et souvent moelleux. Selon la législation, le moût doit avoir au moins 243 grammes de sucre par litre si c'est du gewurztraminer ou du pinot gris (soit 14,4 % vol. d'alcool potentiel), ou au moins 220 grammes de sucre par litre si c'est du riesling ou un muscat (soit 13,1 % vol. d'alcool potentiel) ; aucune chaptalisation n'est permise.
Quant à une sélection de grains nobles, il s'agit d'un vin fait à partir de raisins récoltés par tris sélectifs successifs des grains atteints de pourriture noble (le champignon Botrytis cinerea), ce qui donne des vins encore plus concentrés, plus sucrés, liquoreux. Selon la législation, le moût doit avoir au moins 279 grammes de sucre par litre si c'est du gewurztraminer ou du pinot gris (soit 16,6 % vol. d'alcool potentiel), ou au moins 256 grammes de sucre par litre si c'est du riesling ou un muscat (soit 15,2 % vol. d'alcool potentiel). Là-aussi aucune chaptalisation n'est permise.

### Vinification et élevage
Les grands crus d'Alsace doivent être obligatoirement récoltés manuellement.
Le jour de la vendange, à l'arrivée au chai, le raisin est foulé et pressé pour séparer le moût du marc de raisin. Pour ce travail, les pressoirs pneumatiques remplacent progressivement les pressoirs horizontaux à plateau. Puis le moût est mis en cuve pour le débourbage, qui est le soutirage du jus sans les bourbes, soit par filtrage, soit par décantation en attendant qu'elles se déposent au fond de la cuve.
La fermentation alcoolique débute sous l'action de levures indigènes ou de levures sélectionnées introduites lors du levurage : cette opération transforme le sucre du raisin en alcool. La maîtrise de la température de fermentation par un système de réfrigération permet d'exprimer le potentiel aromatique du produit.
La fermentation achevée au bout d'un mois, le vin est soutiré afin d'éliminer les lies. La fermentation malolactique n'est généralement pas réalisée, bloquée par un sulfitage pour conserver son acidité au vin. Ce dernier peut être stocké en cuve pour le préparer à l'embouteillage ou élevé en barrique ou foudres de bois de chêne.
Le vin est soutiré, puis généralement de nouveau filtré avant le conditionnement en bouteilles.

### Gastronomie
En plus d'une dégustation à l'apéritif, les vorbourgs s'accordent classiquement avec la cuisine alsacienne.

## Économie

### Type de bouteilles
Les vins d'Alsace doivent être mis en bouteille uniquement dans des flûtes, bouteilles du type « vin du Rhin » de 75 centilitres, règlementées par des décrets.

### Mentions sur l'étiquette
Dans tout le vignoble d'Alsace, les vins sont le plus souvent identifiés par leur(s) cépage(s) : riesling, gewurztraminer, etc. Cette mention domine l'étiquette même si elle est facultative.
Lors de la création de l'appellation alsace grand cru, le but était clairement de valoriser le terroir. La mention du cépage n'y est pas obligatoire et il est possible de mettre le nom de la dénomination en caractères plus grands que celui du cépage.
Donc plusieurs mentions sur l'étiquette de la bouteille sont possibles, soit simplement le nom de l'appellation et de la dénomination géographique (alsace grand cru Vorbourg), soit avec en plus une mention de cépage (gewurztraminer, pinot gris ou riesling), à laquelle peut être rajoutée la mention vendanges tardives ou sélection de grains nobles :
- alsace grand cru Vorbourg ;
- alsace grand cru Vorbourg riesling ;
- alsace grand cru Vorbourg pinot gris ;
- alsace grand cru Vorbourg gewurztraminer ;
- alsace grand cru Vorbourg pinot noir ;
- alsace grand cru Vorbourg vendanges tardives riesling ;
- alsace grand cru Vorbourg vendanges tardives pinot gris ;
- alsace grand cru Vorbourg vendanges tardives gewurztraminer ;
- alsace grand cru Vorbourg sélection de grains nobles riesling ;
- alsace grand cru Vorbourg sélection de grains nobles pinot gris ;
- alsace grand cru Vorbourg sélection de grains nobles gewurztraminer.

Les noms des différents lieux-dits composant le Vorbourg peuvent être rajoutés sur l'étiquette : Lutzelthal, Clos Saint-Landelin, Vorburg ou Mamberg (ce dernier à ne pas confondre avec le cru de Mambourg sur la commune de Sigolsheim).

### Liste de producteurs
- Clément Bannwarth et fils, à Rouffach[17] ;
- François Braun et ses fils, à Orschwihr[18] ;
- Clos Saint-Landelin (monopole Muré) à Rouffach[19] ;
- Dopff au moulin (Pierre-Étienne et Étienne-Arnaud Dopff), à Riquewihr[20] ;
- Domaine de l'École (lycée viticole de Rouffach)[21] ;
- Pierre Frick, à Pfaffenheim ;
- EARL Bruno Hunold, à Rouffach[22] ;
- cave des vignerons de Pfaffenheim Gueberschwihr, à Pfaffenheim[23] ;
- Ernest Preiss, à Marlenheim[24] ;
- Domaine Schlegel-Boeglin, à Westhalten ;
- etc.